# Abderrahmane Mahjoub
Abderrahmane Mahjoub (Belmahjoub)  (ur. 25 kwietnia 1929 w Casablance, zm. 31 sierpnia 2011 tamże) – francuski piłkarz grający na pozycji pomocnika. W swojej karierze rozegrał 7 mecze w reprezentacji Francji. Grał też w reprezentacji Maroka.

## Kariera klubowa
Karierę piłkarską Mahjoub rozpoczął w Maroku, w klubie USM Casablanca. W sezonie 1948/1949 zadebiutował w nim w pierwszej lidze marokańskiej. W USM Casablanca grał do końca sezonu 1950/1951.
W 1951 roku Mahjoub wyjechał do Francji i został zawodnikiem klubu RC Paris. W 1953 roku przeszedł do OGC Nice i w sezonie 1953/1954 zdobył z nim Puchar Francji. Po zakończeniu tamtego sezonu wrócił do RC Paris i występował w nim do 1960 roku.
W 1960 roku Mahjoub odszedł do drugoligowego SO Montpellier. W sezonie 1960/1961 wywalczył z nim awans do pierwszej ligi. W 1963 roku ponownie został zawodnikiem RC Paris, w którym spędził sezon.
W 1964 roku Mahjoub wrócił do Maroka. Został zawodnikiem Wydadu Casablanca. W sezonie 1965/1966 wywalczył z nim mistrzostwo Maroka, a w 1968 roku zakończył swoją karierę.
| Sezon   | Klub             | Kraj    | Rozgrywki  | Mecze | Bramki |
| ------- | ---------------- | ------- | ---------- | ----- | ------ |
| 1948/49 | USM Casablanca   | Maroko  | GNF 1      | ?     | ?      |
| 1949/50 | USM Casablanca   | Maroko  | GNF 1      | ?     | ?      |
| 1950/51 | USM Casablanca   | Maroko  | GNF 1      | ?     | ?      |
| 1951/52 | RC Paris         | Francja | Division 1 | 24    | 11     |
| 1952/53 | RC Paris         | Francja | Division 1 | 28    | 3      |
| 1953/54 | OGC Nice         | Francja | Division 1 | 30    | 3      |
| 1954/55 | RC Paris         | Francja | Division 1 | 31    | 4      |
| 1955/56 | RC Paris         | Francja | Division 1 | 18    | 4      |
| 1956/57 | RC Paris         | Francja | Division 1 | 16    | 3      |
| 1957/58 | RC Paris         | Francja | Division 1 | 13    | 2      |
| 1958/59 | RC Paris         | Francja | Division 1 | 0     | 0      |
| 1959/60 | RC Paris         | Francja | Division 1 | 8     | 2      |
| 1960/61 | SO Montpellier   | Francja | Division 2 | 35    | 17     |
| 1961/62 | SO Montpellier   | Francja | Division 1 | 29    | 12     |
| 1962/63 | SO Montpellier   | Francja | Division 1 | 34    | 10     |
| 1963/64 | RC Paris         | Francja | Division 1 | 15    | 3      |
| 1964/65 | Wydad Casablanca | Maroko  | GNF 1      | ?     | ?      |
| 1965/66 | Wydad Casablanca | Maroko  | GNF 1      | ?     | ?      |
| 1966/67 | Wydad Casablanca | Maroko  | GNF 1      | ?     | ?      |
| 1967/68 | Wydad Casablanca | Maroko  | GNF 1      | ?     | ?      |

## Kariera reprezentacyjna
W reprezentacji Francji Mahjoub zadebiutował 17 grudnia 1953 roku w wygranym 8:0 meczu eliminacji do MŚ 1954 z Luksemburgiem. W 1954 roku został powołany do kadry na ten mundial. Na tym turnieju zagrał w jednym meczu, z Meksykiem (3:2). Od 1953 do 1955 roku rozegrał w kadrze narodowej 7 meczów. W swojej karierze występował też w reprezentacji Maroka, w latach 1961–1962.
| Mecze i gole w reprezentacji Francji | Mecze i gole w reprezentacji Francji | Mecze i gole w reprezentacji Francji | Mecze i gole w reprezentacji Francji | Mecze i gole w reprezentacji Francji | Mecze i gole w reprezentacji Francji | Mecze i gole w reprezentacji Francji |
| #                                    | Data                                 | Stadion                              | Rywal                                | Wynik                                | Gol                                  | Rozgrywki                            |
| 1953                                 | 1953                                 | 1953                                 | 1953                                 | 1953                                 | 1953                                 | 1953                                 |
| ------------------------------------ | ------------------------------------ | ------------------------------------ | ------------------------------------ | ------------------------------------ | ------------------------------------ | ------------------------------------ |
| 1.                                   | 17.12.1953                           | Paryż, Francja                       | Luksemburg                           | 8:0                                  | 0                                    | el. MŚ 1954                          |
| 1954                                 |                                      |                                      |                                      |                                      |                                      |                                      |
| 2.                                   | 30.05.1954                           | Bruksela, Belgia                     | Belgia                               | 3:3                                  | 0                                    | towarzyski                           |
| 3.                                   | 19.06.1954                           | Genewa, Szwajcaria                   | Meksyk                               | 3:2                                  | 0                                    | MŚ 1958                              |
| 4.                                   | 16.10.1954                           | Hanower, RFN                         | RFN                                  | 3:1                                  | 0                                    | towarzyski                           |
| 5.                                   | 11.11.1954                           | Paryż, Francja                       | Belgia                               | 2:2                                  | 0                                    | towarzyski                           |
| 1955                                 |                                      |                                      |                                      |                                      |                                      |                                      |
| 6.                                   | 17.03.1955                           | Madryt, Hiszpania                    | Hiszpania                            | 2:1                                  | 0                                    | towarzyski                           |
| 7.                                   | 09.10.1955                           | Bazylea, Szwajcaria                  | Szwajcaria                           | 2:1                                  | 0                                    | towarzyski                           |

## Kariera trenerska
W latach 1963–1967 i 1972–1973 Mahjoub był selekcjonerem reprezentacji Maroka.